# Jennie McAlpine
Jennie McAlpine (* 12. Februar 1984 in Bury, England) ist eine britische Komikerin und Schauspielerin, die für ihre Rolle als Fiz Brown in der ITV-Seifenoper Coronation Street bekannt ist.

## Leben
Ihre Eltern ließen sich scheiden, als sie noch ein Kind war. Ihr Vater war Aktivist für psychische Gesundheit und bekam für seine Dienste den OBE verliehen. Mit 13 Jahren erreichte McAlpine das Finale des Young-Comedian-of-the-Year-Wettbewerbs und hatte 1999 ihr Fernsehdebüt in Emmerdale. Anfang 2001 wurde sie unter Vertrag genommen, um in der ITV-Seifenoper Coronation Street die Rolle der Fiz Brown zu spielen.
Im Jahre 2017 heiratete sie ihren Langzeit-Partner Chris Farr. Das Paar hat zwei Kinder. Im Alter von 30 Jahren brachte McAlpine ihr erstes Kind zur Welt. Ihr Sohn Albert Farr wurde am 29. November 2014 geboren. 4 Jahre später, am 29. Oktober 2018 brachte sie Tochter Hilda Farr zur Welt.
In 2012 eröffneten sie und ihr Mann ein Restaurant namens "Annies".
In 2017 gab ITV bekannt, dass McAlpine eine der Kandidaten in I'm A Celebrity Get Me Out Of Here sein würde. Sie wurde vierte.